# پنجمین مراسم تحلیف ولادیمیر پوتین
پنجمین مراسم تحلیف ولادیمیر پوتین به عنوان رئیس‌جمهور روسیه در روز سه شنبه ۷ مه ۲۰۲۴ پس از اعلام برنده شدن در انتخابات ریاست جمهوری در سال ۲۰۲۴ برگزار شد. برخی از کشورها از شرکت در مراسم تحلیف به دلیل گزارش‌های مربوط به تقلب در انتخابات خودداری کردند. اوکراین اعلام کرد که پوتین را به عنوان رئیس‌جمهور روسیه به رسمیت نمی‌شناسد. این مراسم نخستین دوره کامل پس از اصلاحات قانون اساسی روسیه در سال ۲۰۲۰ خواهد بود که محدودیت دو دوره سختی را ایجاد کرد.
در مراسم تحلیف اعضای دولت، نهاد ریاست جمهوری، نمایندگان هر دو اتاق پارلمان، قضات دادگاه قانون اساسی و اعضای کمیسیون مرکزی انتخابات حضور داشتند.

## زمینه
ولادیمیر پوتین از سال ۱۹۹۹ به عنوان رئیس‌جمهور فدراسیون روسیه خدمت کرده است، به استثنای دوره ۲۰۱۲ تا ۲۰۰۸، زمانی که این سمت توسط دیمیتری مدودف اداره می‌شد.
بر اساس اطلاعات رسمی، در انتخابات ریاست جمهوری ۲۰۲۴، ولادیمیر پوتین با ۸۷٫۲۸ درصد آرا پیروز شد.

## شرکت کنندگان
- ایران
- بحرین
- چین
- پیر لوی، سفیر فرانسه در روسیه[۲]
- مجارستان
- هند
- مالت
- نروژ[۳]
- اسلواکی
- یونان
- قبرس
- امارات متحده عربی

### دعوت را رد کردند
- ارمنستان[۴]
- بلژیک
- کانادا[۵]
- جمهوری چک[۶]
- اتحادیه اروپا[۷]
- استونی[۸]
- آلمان[۹]
- لتونی[۱۰]
- لیتوانی[۱۱]
- لهستان[۱۲]
- بریتانیا[۱۳]
- ایالات متحده آمریکا[۱۴]